# 脫烈海牙
脱烈海牙（1257年—1323年），字太初，元朝畏兀儿人。世居别失八里（今新疆吉木萨尔北破城子）之地，八剌术的孙子，阇里赤的儿子。
脱烈海牙居于真定，幼好学，喜欢和文人交往。由中书宣使，出任宁晋县主簿。为隆平县达鲁花赤时，均赋兴学，注意修桥、劝农、平讼、水防、备荒，民众刻石纪念。后来担任监察御史、佥燕南道肃政廉访司事，务存大体，不事苛察。在任六年中，处理贪官污吏一百四十多人。历任户部郎中、右司员外郎、右司郎中。以其好学，被太子寿山赐给秘府经籍和圣贤图像。后起为吏部尚书，改礼部尚书，领会同馆事，迁荆湖北道宣慰使。发仓储赈灾荒。至治三年（1323年）官至淮东宣慰使。七月在广陵病逝，追封恒山郡公，追赠河南江北等处行中书省参知政事。

## 延伸阅读
[在维基数据编辑]
 《元史·卷137》，出自宋濂《元史》
 《新元史/卷192》，出自柯劭忞《新元史》